# Novo egipčansko kraljestvo
Novo egipčansko kraljestvo, včasih tudi Egipčansko cesarstvo, je obdobje egipčanske zgodovine od 16. stoletja pr. n. št. do 11. stoletja pr. n. št., v katerem so vladale Osemnajsta, Devetnajsta  in Dvajseta egipčanska dinastija. Radiokarbonsko datiranje je natančen začetek Novega kraljestva postavilo v obdobje med 1570 pr. n. št. in 1544 pr. n. št. Novo kraljestvo je nastalo po drugem vmesnem obdobju Egipta in se nadaljevalo s tretjim vmesnim obdobjem. V Novem kraljestvu je Egipt dosegel višek svoje moči in največji obseg svojega ozemlja.
Obdobje, v katerem sta vladali Devetnajsta in Dvajseta dinastija (1292–1069 pr. n. št.) se imenuje tudi ramzeško obdobje. Ime je dobilo po enajstih faraonih, ki so se po ustanovitelju Devetnajste dinastije  Ramzesu I. imenovali Ramzes.
Novo kraljestvo je, morda zaradi vladavine Hiksov v drugem vmesnem obdobju, poskušalo med Egiptom in Levantom ustvariti tamponsko ozemlje. Zaradi uspešnih napadov nubijskega kraljestva Kuš v 17. stoletju pr. n. št. je Novo kraljestvo poskušalo nekaj podobnega doseči tudi na jugu in prodrlo daleč proti jugu v Nubijo. Na severu so se egipčanske vojske stalno spopadale s hetitskimi za nadzor nad ozemljem sedanje Sirije.

## Zgodovina

### Vzpon Novega kraljestva
V Osemnajsti dinastiji je bilo nekaj najslavnejših egipčanskih faraonov, med njimi Ahmoz I., Hačepsut, Tutmoz III., Amenhotep III., Ehnaton in Tutankamon. Kraljica Hačepsut se je osredotočala predvsem na širjenje egipčanske zunanje trgovine in poslala trgovsko odpravo v deželo Punt.
Tutmoz III., »egipčanski Napoleon«, je povečal egipčansko vojsko in z njeno pomočjo z velikim uspehom utrdil moč Egipta, ki so jo ustvarili njegovi predhodniki. Ustvaril je pogoje, da je Egipt pod Amenhotepom III. dosegel vrh moči in bogastva. Pod Tutmozom III. (vladal okoli 1479–1425 pr. n. št.) je izraz faraon, ki se je prvotno nanašal na kraljevo palačo, postal uradni naslov egipčanskega vladarja.
Eden od najbolj znanih faraonov iz Osemnajste dinastije je bil Amenhotep IV., ki se je v čast boga Atona, utelešenja  egipčanskega boga Raja, preimenoval v Ehnatona.  Njegovo čaščenje izključno Atona se pogosto interpretira kot prvi primer enoboštva v znani zgodovini. K temu je veliko pripomogla njegova žena Nefretete, ki je bila dovolj drzna, da je opravljala Atonove obrede. Ehnatonova verska vnema je bila vzrok, da sta se on in njegova žena kasneje zapisala v egipčansko zgodovino. Med njegovo vladavino je v egipčanski umetnosti razvil za to obdobje značilen slog. 
Proti koncu Osemnajste dinastije se je stanje radikalno spremenilo. K temu je pripomoglo Ehnatonovo popolno nezanimanje za mednarodne  zadeve. Hetiti so postopoma razširili svoj vpliv v Fenicijo in Kanaan in postali največja sila v mednarodni politiki, s katero sta se morala soočati tako Seti I. kot njegov sin Ramzes II. iz Devetnajste dinastije.

### Višek
Devetnajsto dinastijo je ustanovil vezir Ramzes I. Za svojega naslednika ga je izbral Horemheb, zadnji faraon iz Osemnajste dinastije. Ramzesova kratka vladavina je bila prehodno obdobje med Horemhebom in močnimi faraoni iz njegove dinastije, še posebej njegovim sinom Setijem I. in vnukom Ramzesom II., ki je povedel Egipt na drug vrh njegove moči. 
Ramzes II. (Veliki) je poskušal ponovno osvojiti ozemlja v Levantu, ki jih je Egipt izgubil med vladanjem Osemnajste dinastije. Njegovi vojni pohodi so dosegli višek v bitki pri Kadešu, v kateri se je egipčanska vojska udarila s hetitsko pod poveljstvom kralja Muvatalija II. Ramzes je padel v prvo v zgodovini dokumentirano zasedo, vendar mu je uspelo zbrati svoje enote in po prihodu ne'arin, morda vojaških najemnikov, obrniti tok bitke. Izid bitke je bil neodločen, vendar sta obe strani doma slavili zmago in nazadnje sklenili mirovni sporazum. Egipt je med Ramzesovim vladanjem, ki je trajalo več kot pol stoletja, užival v miru in bogastvu. Njegovi neposredni nasledniki so nadaljevali vojne pohode, vendar so zaradi vedno večjih težav na dvoru – v nekem trenutku se je prestola polastil celo uzurpator Amenmese – vedno teže obvladovali zasedena ozemlja. 
Ramzes II. je slovel tudi zaradi zelo številnih otrok z več ženami in priležnicami. Za svoje sinove, številne je preživel, je v Dolini kraljev zgradil dokazano največji pokopališki kompleks v Egiptu.

### Zadnja leta moči
Za zadnjega velikega faraona Novega kraljestva se šteje Ramzes III. iz Dvajsete dinastije, ki je vladal več desetletij za Ramzesom II.
V osmem letu njegovega vladanja so Egipt po morju in kopnem napadla Ljudstva z morja. Ramzes III. jih je na kopnem porazil leta 1178 ali 1175 pr. n. št. v bitki v južnem Retenuju, na morju pa leta 1178 ali 1175 pr. n. št. v bitki v Nilovi delti. Poražence je kot svoje podložnike naselil v južni Kanaan. Njihova prisotnost v Kanaanu je po propadu Egipčanskega imperija morda prispevala k ustanovitvi novih držav v Kanaanu, na primer Filisteje. Ramzes III. se je v šestem in enajstem letu vladanja v zahodni Nilovi delti vojskoval proti agresivnim libijskim plemenom.
Visoki stroški vojn so počasi izpraznili egipčansko zakladnico in prispevali k postopnemu razpadanju imperija v Aziji. Na resnost težav kaže dejstvo, da se je v 29. letu vladanja Ramzesa III. zgodila prva delavska stavka v pisni zgodovini. Vzrok zanjo so bili obroki živil za elitne graditelje faraonove grobnice in obrtnike v Deir El Medini, ki jih država ni mogla preskrbeti.
Onesnažen zrak je skoraj dve desetletji do leta 1140 pr. n. št. zadrževal  večino sončne svetlobe in zmanjšal rast poljščin in dreves. Eden od mogočih vzrokov bi lahko bil izbruh vulkana Hekla na Islandiji, vendar je datiranje tega izbruha sporno.

### Zaton v tretje vmesno obdobje
Smrti Ramzesa III. je sledilo obdobje sporov med njegovimi dediči. Prestol so zaporedoma zasedli trije njegovi sinovi: Ramzes IV., Ramzes VI.  in Ramzes VIII. Egipt so zaradi izredno nizkih poplav Nila vse bolj pestile suše, ki so povzročile lakoto, nemire in korupcijo. Ramzes XI., zadnji faraon Dvajsete dinastije, je bil tako šibak vladar, da je oblast v Gornjem Egiptu de facto prevzela visoka Amonova duhovščina iz Teb, v Spodnjem Egiptu pa je še pred njegovo smrtjo zavladal Smendes, ki je sčasoma ustanovil Enaindvajseto dinastijo v Tanisu.

## Galerija
- Nefretete
- Hačepsut kot sfinga
- Hačepsutin tempelj v Deir el-Bahariju
- Tutmoz III., egipčanski Napoleon
- Memnonov kolos pred Luksorjem, ki predstavlja Amenhotepa III.
- Tije, rojena kot podložnica, je po poroki z Amenhotepom III. postala kraljica
- Ehnaton, rojen kot  Amenhotep IV.
- Ehnaton
- Nefretete
- Tutankamonova zlata posmrtna maska
- Detajl templja Ramzesa II.
- Nefertarin tempelj v Abu Simbelu
- Gigant Ramzesa II.
- Tempelj Ramzesa II. v Abu Simbelu
- Abu Simbel